# 奥村健
奥村 健(おくむら たけし、1952年4月24日 - )は日本プロビリヤード連盟(JPBF)所属のプロビリヤード選手。福岡県出身、血液型はA型。
愛称は「ミスター・ポケット」。コスモスポーツ専属。
妻は日本プロポケットビリヤード連盟(JPBA)所属の奥村りか(第24期生)。

## 来歴・人物
福岡県に生まれ、後に神奈川県座間市へ転居。
16歳よりビリヤードを始め、アマチュアでプロのオープン戦に優勝するなどしてトップアマチュアとして名を馳せた。その比類なき強さのため、アマチュアにおける最高クラスとされていたAクラスを超えるSAクラスが新たに作られることとなった。
1978年に当時のJPBAにおいて最年少となる26歳でプロへ転向(第10期生)。プロ転向の翌年には全日本選手権で優勝、1980年以降も優勝を続け、前人未到となる4連覇を達成する。1994年には世界ナインボール選手権で優勝し、ナインボール競技において日本人初となる世界チャンピオンになった。1996年以降には全日本オープン14-1選手権で3連覇を達成している。
加齢による視力や体力の低下を免れず限界説が囁かれる中、2005年に開催された全日本選手権で並みいる強敵達を撃破して10年振りに優勝(通算7度目)、限界説を一蹴した。2002年から全日本選手権者は寬仁親王牌を賜っているが、日本人初の獲得者となった。
2007年11月17日にはJPBFが開催している第16回全日本プロ・スリークッションマスターズにJPBA所属のまま参戦し、翌月の2007年12月に「ポケットでやるべきことはすべてやって悔いはない」との言葉を残してJPBAからの引退を表明し、スリークッションへの転向を発表。12月1日のJPBF東日本プロマスターズなどにJPBA所属のまま参戦した。2008年1月より正式にJPBF所属となった。
2008年3月のポケットビリヤードの最大のタイトルであるジャパンオープン終了後に引退式典が催された（参戦はせず。）。好敵手のエフレン・レイズからも祝福された。
トーナメントプロとして活躍する傍ら、ビリヤード場「ホワイトハウス」を経営している。

## 主な成績
- 1979年
  - 全日本選手権 総合優勝
- 1980年
  - 全日本選手権 総合優勝
- 1981年
  - 全日本選手権 総合優勝
- 1982年
  - 全日本選手権 総合優勝
- 1988年
  - ジャパンオープン 優勝
- 1991年
  - 全日本10ボール選手権 優勝
- 1993年
  - 全日本選手権 優勝
- 1994年
  - ジャパンオープン 優勝
  - 世界ナインボール選手権 優勝
- 1995年
  - ジャパンオープン 優勝
  - 全日本選手権 優勝
- 1996年
  - 全日本オープン14-1選手権 優勝
- 1997年
  - 全日本オープン14-1選手権 優勝
- 1998年
  - 全日本オープン14-1選手権 優勝
- 1999年
  - ジャパンオープン 優勝
  - KOREAオープン 優勝
- 2000年
  - USオープン 準優勝
  - 全日本オープン14-1選手権 優勝
- 2002年
  - 世界ナインボール選手権 3位タイ
- 2005年
  - 全日本選手権 優勝

## メディア出演

### TV
- 超・人～virｔuoso～　No.042「冷徹と情熱の間」(2006年4月23日放送)

### DVD
- 「奥村健の撞球道を極める」(Vol.1 ～ Vol.2)
- 「奥村健のプロビリヤードテクニック驚異の上達法」

### ゲーム
- 撞球 ビリヤードマスター2